# Bodenökologie
Bodenökologie ist zum einen ein Teilgebiet der Bodenkunde, zum anderen ein Teilgebiet der Ökologie. Sie untersucht die wechselseitigen Beziehungen innerhalb der Organismen im Boden als auch zu den abiotischen Teilen des Bodens.

## Inhaltliches
In Abgrenzung zu anderen Teilgebieten der Bodenkunde liegt der Fokus auf den Organismen, dem so genannten Edaphon. Die Bodenökologie ist eine fachübergreifende, interdisziplinäre Forschungsrichtung.
Neben der Grundlagenforschung zur Modellbildung werden anwendungsnahe Fragestellungen behandelt, die sich aus veränderten Umweltbedingungen für das Ökosystem Boden ergeben und mittelbar Folgen für die nachhaltige Bewirtschaftung von Böden und den Umweltschutz haben.
Beispiele sind die Themen Bodenversauerung (saurer Regen) und Nährstoffauswaschung; die Erforschung von Stoffkreisläufen – der Eintrag von Giftstoffen oder Kupfer durch Spritzmittel Schwermetallen, Schwefel, Stickstoff in die Böden durch Luftverschmutzung, sowie die Folgen für die Bodenlebewesen; Auswirkungen dieser Stoffeinträge auf die Durchwurzelung und Nährstoffverfügbarkeit in der Rhizosphäre und die Veränderung der Böden selbst.
Interessant für die Anwendung der Forschungsergebnisse ist die Erarbeitung von Kenngrößen und Indikatororganismen für das Monitoring und die Steuerung von biochemischen Vorgängen, etwa bei der Humusbildung und beim Stoffumsatz Atmosphäre – Pflanze – Boden.

## Beispiele aktueller Fragestellungen
- Bodenversauerung und Folgen für Nährstoffauswaschung, Durchwurzelung und Nährstoffaufnahme;
- Wirkungen von Schwermetallen und organischen Schadstoffen auf Bodenlebewesen; siehe hierzu unter Bodenkontamination;
- Auswirkungen von höheren atmosphärischen CO2-Konzentrationen auf den Nährstoffkreislauf;
- Mineralisierung von Schwefelverbindungen in Waldböden;
- mikrobielle Stabilität von gelösten organischen Stickstoffverbindungen.
- Wirkung von thermischen Verfahren zur Bodensterilisation (zum Beispiel Dämpfen (Bodendesinfektion)) auf das Edaphon